# Bahrainische Fußballnationalmannschaft

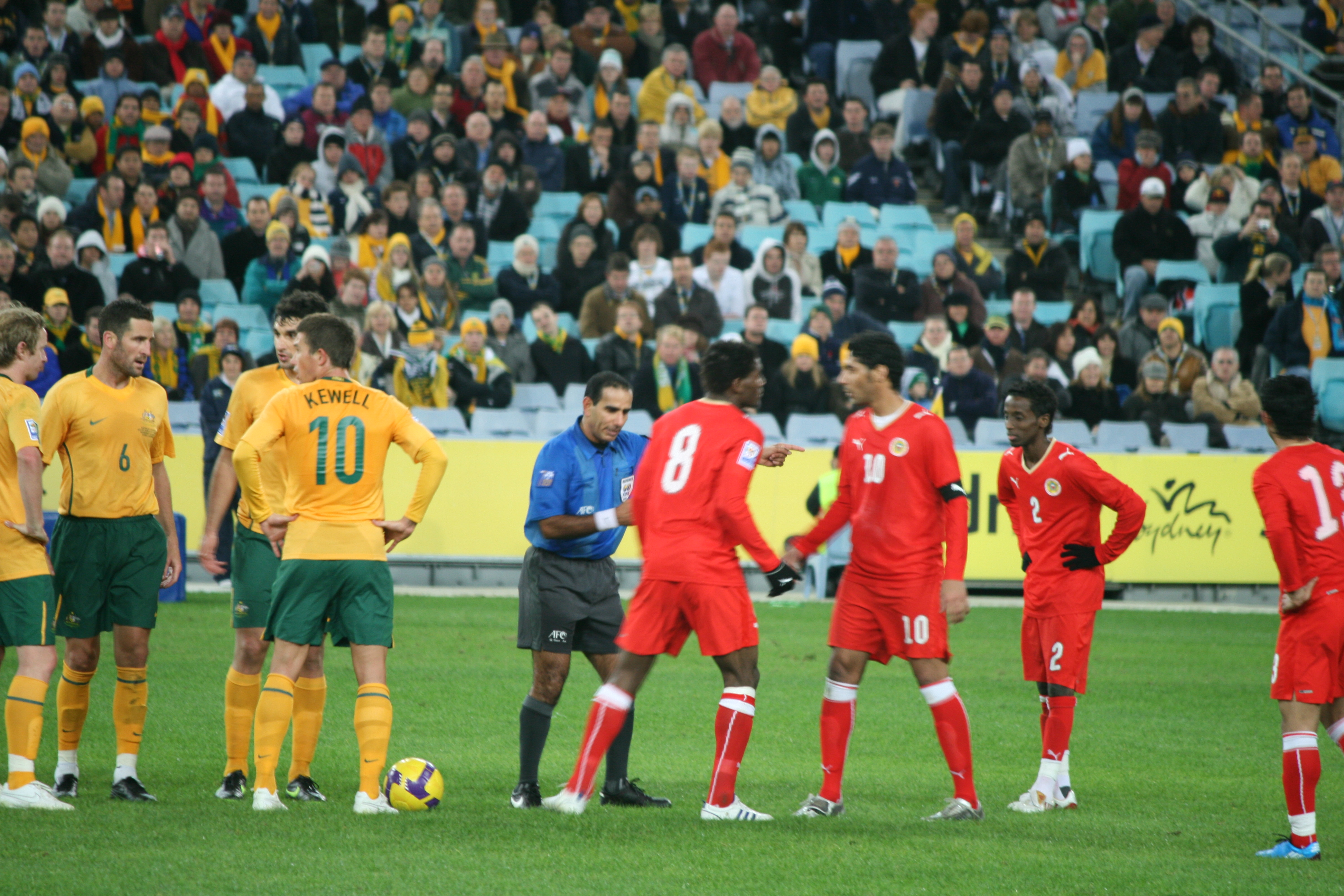
Die Bahrainische Fußballnationalmannschaft beim WM-Qualifikationsspiel gegen Australien am 10. Juni 2009

Die bahrainische Fußballnationalmannschaft ist die offizielle Fußballauswahl des arabischen Inselstaates Bahrain. Größter Erfolg bisher war der Gewinn der Fußball-Westasienmeisterschaft 2019. Für eine Fußball-Weltmeisterschaft konnte sie sich bisher noch nicht qualifizieren.

## Geschichte
Bei der Asienmeisterschaft 2004 in China erreichte man den vierten Platz nach einer 2:4-Niederlage gegen den Iran. Zuvor war man im Halbfinale gegen Japan gescheitert. Das entscheidende Tor zum 4:3 fiel in der Verlängerung. Trotzdem konnte man sich über eine goldene Trophäe freuen: A'ala Hubail, Star und Torjäger des Nationalteams, gewann zusammen mit dem Iraner Ali Karimi den goldenen Schuh des besten Torschützen. Er erzielte fünf Tore. In der Wahl zu Asiens Spieler des Jahres schnappte Karimi ihm dann auch noch den Titel weg. Der zweite Hoffnungsträger der Bahrainis ist A'alas Bruder Mohamed Hubail. Beide spielen auch im Verein zusammen.
Bahrain ist es bisher noch nicht gelungen, sich für die Endrunde einer Fußball-Weltmeisterschaft zu qualifizieren. Am nächsten kam sie einer Qualifikation für die FIFA Fußball-Weltmeisterschaft 2006. Mit dem 3. Platz in der dritten Runde der  asiatischen WM-Qualifikation qualifizierte sich die Mannschaft für die asiatischen Play-off-Spiele gegen Usbekistan. Das Hinspiel wurde 1:0 gewonnen, aber wegen eines schweren Schiedsrichterfehlers annulliert (dieser gab statt einer Elfmeter-Wiederholung einen indirekten Freistoß). Am 8. Oktober 2005 gab es in Taschkent eine Neuansetzung, die 1:1 endete. Das Rückspiel am 12. Oktober in Manama endete 0:0, und somit qualifizierte sich Bahrain aufgrund der höheren Anzahl an Auswärtstoren für die interkontinentalen Play-off-Spiele gegen Trinidad und Tobago. Das Hinspiel wurde in Trinidad und Tobago, das Rückspiel in Bahrain ausgetragen. Da Bahrain das Rückspiel am 16. November 2005 mit 0:1 verlor, nachdem das Hinspiel am 12. November 2005 noch 1:1 geendet hatte, konnte sich der Gegner Trinidad und Tobago für die Fußball-Weltmeisterschaft 2006 qualifizieren, während die bahrainische Mannschaft damit in der Qualifikation scheiterte. Allerdings wurde beim Rückspiel in der Nachspielzeit der zweiten Hälfte ein Tor aberkannt, wogegen von Bahrain Protest bei der FIFA eingelegt wurde. Dieser wurde jedoch aus formellen Gründen abgelehnt. Am 20. Februar 2006 wurde Trainer Luka Peruzović nach einer 1:3-Niederlage gegen Australien entlassen.
Trotz der Niederlage erreichte Bahrain die Endrunde der Asienmeisterschaft 2007, im Auftaktspiel unterlagen sie allerdings den Gastgebern aus Indonesien mit 1:2. Nach einem Sieg gegen Südkorea verloren die Bahrainis auch das dritte Spiel gegen Saudi-Arabien mit 0:4 und schieden in der Vorrunde aus.
In der Qualifikation für die Weltmeisterschaft 2010 spielte Bahrain zunächst gegen Japan, den Oman und Thailand und zog als zweitplatzierte Mannschaft in die nächste Runde ein. Dort traf Bahrain auf Australien, Japan, Katar und Usbekistan. Als Gruppendritter erreichte die Mannschaft die Relegation gegen Saudi-Arabien, wo sie sich durch ein 0:0 zu Hause und ein 2:2 in Saudi-Arabien für die Relegationsspiele gegen Neuseeland qualifizierte. Durch ein 0:0 im Heimspiel und ein 0:1 in Neuseeland verpasste Bahrain erneut die erstmalige Qualifikation.
2019 gewann Bahrain erstmals den Titel beim Golfpokal. Im selben Jahr gewann Bahrain auch zum ersten Mal den Titel bei der Fußball-Westasienmeisterschaft 2019.

## Trainer
- Ljubiša Broćić (1980)
- Wolfgang Sidka (2000–2003, 2005)
- Luka Peruzović (2005–2006)
- Hans-Peter Briegel (2006–2007)
- Milan Máčala (2007–2010)
- Gabriel Calderón (2012–2013)
- Sergio Batista (2015–2016)
- Miroslav Soukup (2016–2019)
- Hélio Sousa (2019–2023)
- Juan Antonio Pizzi (2023–2024)
- Dragan Talajić (seit 2024)

## Weltmeisterschaften
- 1930 bis 1974 – Keine Teilnahme
- 1978 bis 1986 – nicht qualifiziert
- 1990 – Zurückgezogen
- 1994 bis 2026 – nicht qualifiziert

## Asienmeisterschaften
- 1972: nicht qualifiziert
- 1976: Zurückgezogen
- 1980: Zurückgezogen während der Qualifikation
- 1988: Gruppenphase
- 1996: Zurückgezogen
- 2000: nicht qualifiziert
- 2004: Vierter
- 2007: Gruppenphase
- 2011: Gruppenphase
- 2015: Gruppenphase
- 2019: Achtelfinale
- 2024: Achtelfinale
- 2027: Qualifiziert

## Westasienmeisterschaften
- 2000 bis 2008 – nicht teilgenommen
- 2010 – Gruppenphase
- 2012 – Vierter
- 2013/14 – Dritter
- 2019 – Sieger

## Teilnahme Bahrains am FIFA-Arabien-Pokal
- 2021 – Gruppenphase

## Rekordspieler
Bahrain hat zusammen mit Mexiko die eisten Spieler mit mindestens 100 Länderspielen (14).
(Stand: 4. Januar 2025)
| Rekordspieler | Rekordspieler                      | Rekordspieler | Rekordspieler |
| Spiele        | Spieler                            | Zeitraum      | Tore          |
| ------------- | ---------------------------------- | ------------- | ------------- |
| 163           | Sayed Jaffer                       | 2004–         | 0             |
| 161           | Mohamed Husain                     | 1997–2015     | 10            |
| 160           | Salman Isa                         | 2001–2012     | 24            |
| 148           | Mohamed Salmeen                    | 2000–2013     | 10            |
| 137           | Ismail Abdullatif                  | 2005–         | 47            |
| 125           | Sayed Mahmud Jalal al-Wadaei       | 1998–2010     | 06            |
| 125           | Sayed Dhiya Saeed                  | 2011–         | 08            |
| 124           | Hussain Ali Baba                   | 2001–2016     | 08            |
| 120           | Waleed al-Hayam                    | 2010–         | 0             |
| 118           | Talal Yousef Mohammed Mahmud       | 1996–2009     | 28            |
| 117           | Husain Ahmed                       | 1998–2013     | 33            |
| 115           | Kamil Hasan Abdulla al-Aswad       | 2015–         | 13            |
| 115           | Rashed Abdul Ramlan Saif al-Dosari | 1998–2008     | 03            |
| 112           | Abdulla al-Marzooqi                | 2001–2013     | 10            |
| 104           | Sayed Mohamed Adnan                | 2004–2016     | 12            |
| 103           | Faouzi Aaish                       | 2001–2016     | 22            |
| 102           | Abdulwahab Ali Husain al-Safi      | 2009–2019     | 01            |
| 101           | Ali Madan                          | 2016–         | 15            |

| Rekordtorschützen | Rekordtorschützen             | Rekordtorschützen | Rekordtorschützen |
| Tore              | Spieler                       | Zeitraum          | Spiele            |
| ----------------- | ----------------------------- | ----------------- | ----------------- |
| 47                | Ismail Abdullatif             | 2005–             | 137               |
| 33                | Husain Ahmed                  | 1998–2013         | 117               |
| 28                | Talal Yousef Mohammed Mahmood | 1998–2009         | 118               |
| 26                | A'ala Hubail                  | 2003–2009         | 089               |
| 24                | Salman Isa                    | 2001–2012         | 160               |
| 22                | Faouzi Aaish                  | 2001–2015         | 103               |
| 20                | Mohamed Marhoon               | 2019–             | 074               |

Quelle: rsssf.org: Bahrain - Record International Players